# Risken Finns (musikalbum)
Risken Finns (Första LP) är ett studioalbum av den svenska proggruppen Risken Finns, utgivet på skivbolaget MNW 1973. På skivan medverkar en rad kända artister, däribland Rolf Wikström, Greg FitzPatrick och Hans Wiktorsson.
Låten "Du känner väl mej" är en av gruppens mer kända och har inkluderats på flertalet samlingsalbum.

## Låtlista
A
1. "Du känner väl mej" – 2:35
2. "Nr 16" – 1:40
3. "Glada åsnans teater" ("Sexualdebatten") – 4:45
4. "1945 minus roten ur ett är tomma mängden" – 2:10
5. "Öar i strömmen" – 3:25
6. "Riskens bloos version 1" – 3:45

B
1. "Minns du ögonen" – 5:50
2. "Till Weena" (instrumental) – 2:30
3. "Riskens bloos version 2" – 4:13
4. "Barnen frågar ännu efter dig" – 2:55
5. "Runeberg är död - länge leve Runeberg" – 2:30
6. "Jesus lever" – 2:35

## Medverkande
- Kenneth Arnström – flöjt, saxofon
- Mats G. Bengtsson – piano
- Gunnar Danielsson – sång
- Christer Eklund – saxofon
- Lars Fernebring – sång, gitarr
- Greg FitzPatrick – bas
- Jan Hellberg – balalaika
- Tommy Jakobsson  trombon
- Bo Juhlin – tuba
- Chrichan Larson – cello
- Mats Larson – viola
- Staffan Larsson – fiol
- Jonny Lundberg – mandolin
- Stefan Nylander – cello
- Roger Wallis – piano, orgel, fagott
- Rolf Wikström – elgitarr
- Hans Wiktorsson – congas
- Jan Zetterqvist – trummor

## Mottagande
Risken Finns är med i boken Tusen svenska klassiker (2009).

### Fotnoter
1. ↑  ”Risken Finns”. Discogs.com. http://www.discogs.com/Risken-Finns-Risken-Finns/release/2355494. Läst 10 januari 2013.
2. ↑  ”Risken Finns”. Svensk mediedatabas. http://smdb.kb.se/catalog/search?q=Risken+Finns+typ%3Afonogram&sort=OLDEST. Läst 10 januari 2013.
3. ↑  Gradvall et al (2009), # 387